# David Brown Mini Remastered
Der Mini Remastered ist ein Fahrzeugmodell des britischen Automobilherstellers David Brown Automotive, das im April 2017 auf der Top Marques in Monaco vorgestellt wurde. Das Fahrzeug ist eine Reminiszenz an den Ur-Mini, der zwischen 1959 und 2000 gebaut wurde. Das Design sowie die Abmessungen sind an das Original angelehnt.

## Ausstattung
Im Gegensatz zum sparsam ausgestatteten Ur-Mini verfügt der Mini Remastered unter anderem über LED-Scheinwerfer, eine Klimaanlage und ein 7-Zoll-Infotainmentsystem mit Apple CarPlay und Android Auto. Außerdem ist das Fahrzeug in zwölf Außenfarben sowie drei Farben für das Dach verfügbar. Erhältlich ist das Fahrzeug ab 75.000 Pfund Sterling zuzüglich Steuern.

## Antrieb
Angetrieben wird der Mini Remastered von einem 1,3-Liter-Ottomotor mit 53 kW (72 PS). Dieser Motor kam mit etwas weniger Leistung auch schon im Ur-Mini zum Einsatz. Auf 100 km/h beschleunigt das 740 kg schwere Fahrzeug in 11,7 Sekunden, die Höchstgeschwindigkeit gibt der Hersteller mit 145 km/h an.
Im September 2023 präsentierte der Hersteller das Fahrzeug auch mit einem Elektromotor als Mini eMastered. Er hat einen Akku mit einem Energieinhalt von 18,8 kWh. Die Reichweite wird nach WLTP mit 177 km angegeben.

## Sondermodelle
Der Mini Remastered wird in vier limitierten Sondermodellen angeboten.

### Inspired by Café Racers
Der auf 25 Exemplare limitierte Mini Remastered Inspired by Café Racers ist in hellbrauner – „Latte“ genannter – Außenfarbe und dunkelbrauner – „Arabica“ genannter – Dachfarbe lackiert. Erinnern soll das Fahrzeug an die umgebauten Cafe-Racer-Motorräder der 1960er Jahre. Der 1,3-Liter-Ottomotor leistet mit 62 kW (84 PS) etwas mehr als im Serienmodell. Der Kaufpreis für das Sondermodell beträgt netto 80.000 Pfund Sterling.

### Inspired by Monte Carlo

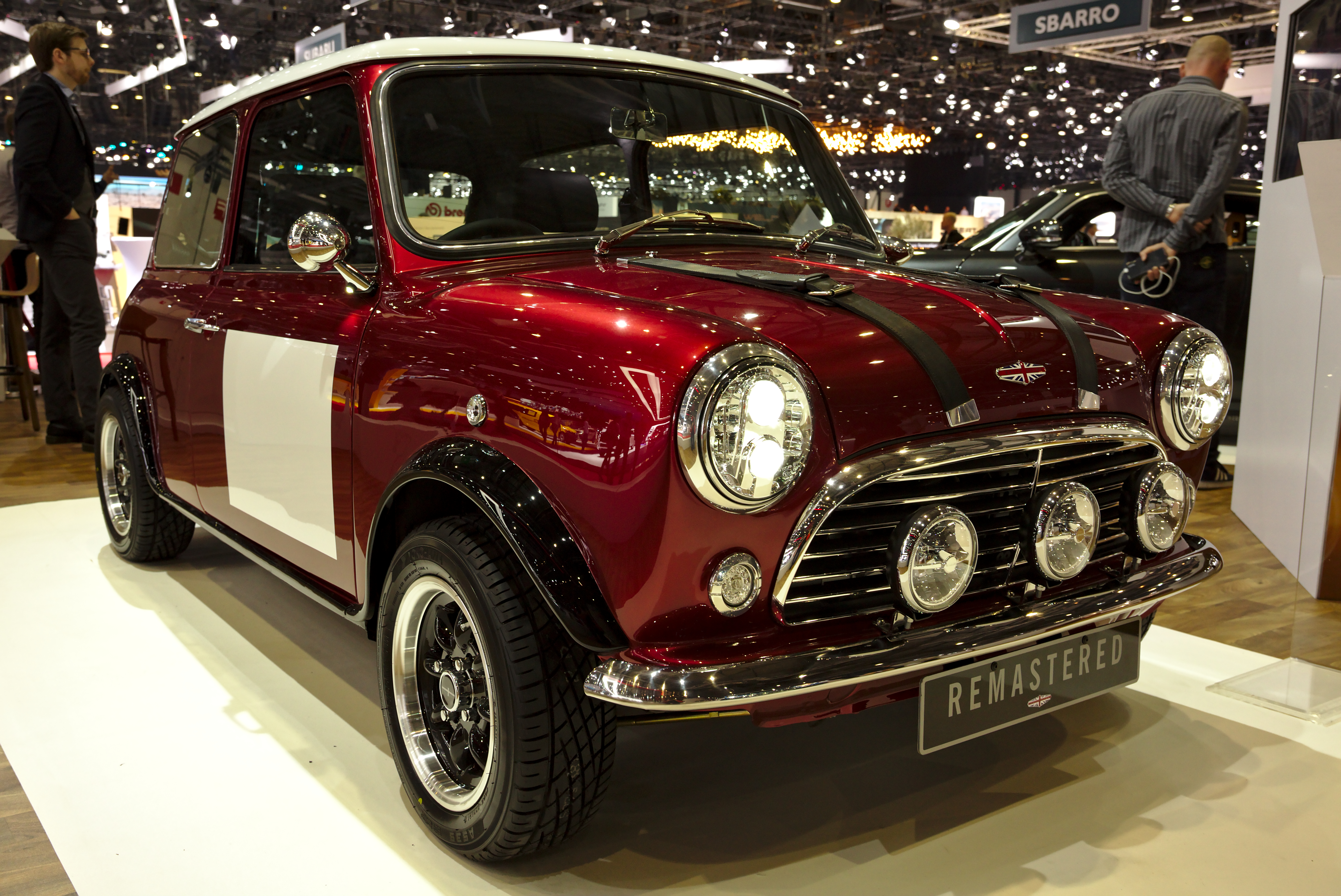
Mini Remastered Inspired by Monte Carlo

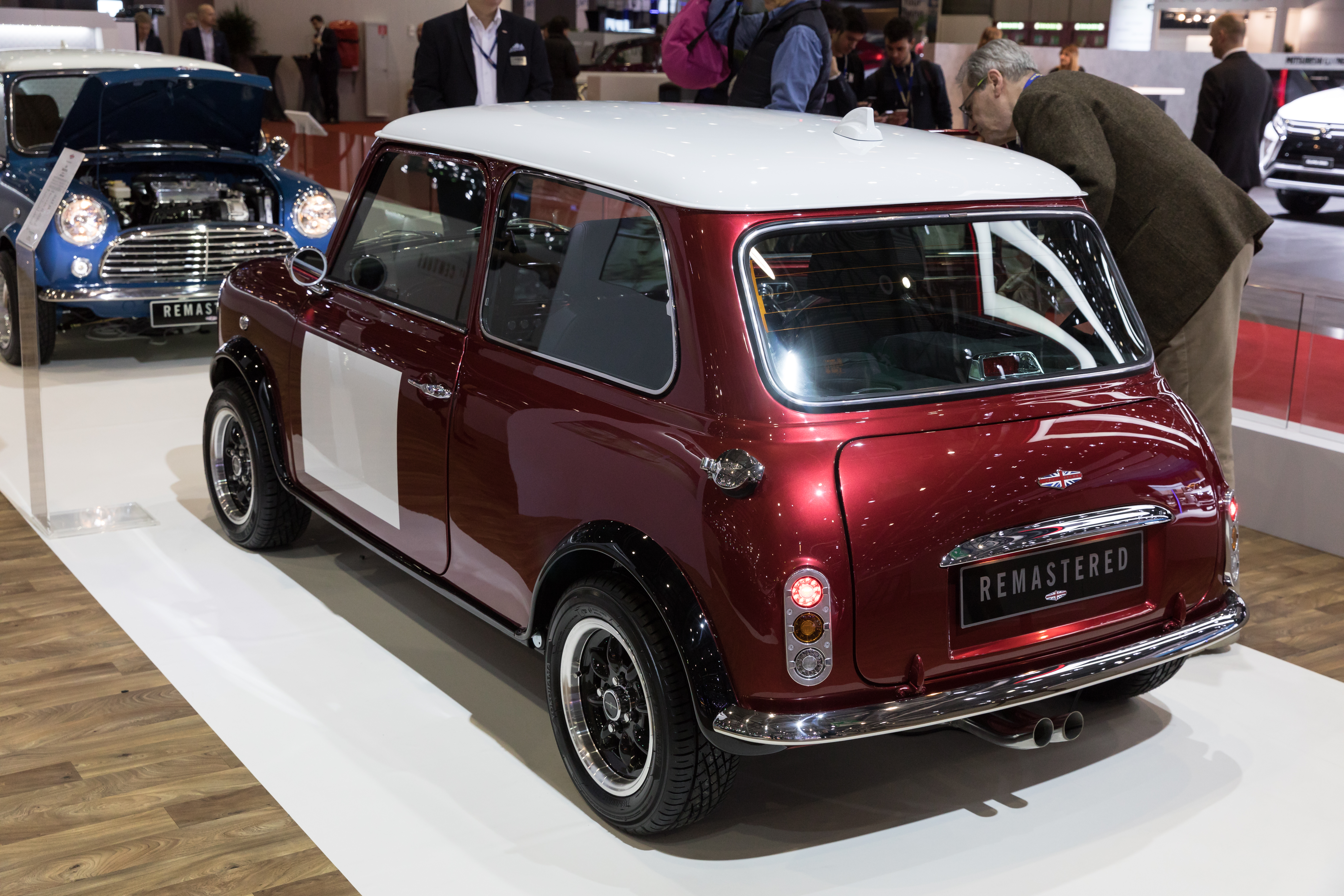
Heckansicht

Der Mini Remastered Inspired by Monte Carlo ist in roter Außenfarbe und weißer Dachfarbe lackiert. Erinnern soll das Fahrzeug an die Rallye-Fahrzeuge des originalen Mini, die zwischen 1964 und 1967 die Rallye Monte Carlo gewannen. Der 1,3-Liter-Ottomotor leistet in diesem Sondermodell 73 kW (99 PS), der Kaufpreis des auf 25 Exemplare limitierten Modells beträgt netto 82.500 Pfund Sterling.

### Oselli Edition
Der auf 60 Exemplare limitierte Mini Remastered Oselli Edition ist mit 93 kW (126 PS) das leistungsstärkste Modell der Baureihe. Die Technik wurde vom Tuner Oselli optimiert. Optisch hat das Sondermodell Rennstreifen sowie schwarze Akzente an diversen Karosserieteilen. Lackiert ist die Oselli Edition entweder in weiß oder dunkelgrau. Erhältlich ist sie ab 98.000 Pfund Sterling netto.

### Marshall Edition
Anlässlich des 60-jährigen Jubiläums von Marshall Amplification präsentierte David Brown im April 2022 das auf 60 Exemplare limitierte Sondermodell Mini Remastered Marshall Edition. Es ist in schwarzer Farbe lackiert und hat verschiedene Chromverzierungen und goldfarbene Marshall-Schriftzüge in Anlehnung an den das Musikunternehmen. Gegenüber dem Basismodell hat die Marshall Edition auch ein verbessertes Audiosystem. Als Highlight wird ein im Kofferraum integrierter DSL1-Combo-Verstärker bezeichnet.

## Technische Daten
|                                                       | Mini Remastered       | Mini Remastered Inspired by Café Racers | Mini Remastered Inspired by Monte Carlo | Mini Remastered Oselli Edition | Mini Remastered Marshall Edition | Mini eMastered            |
| Bauzeitraum                                           | seit 2017             | seit 2017                               | seit 2017                               | seit 2021                      | seit 2022                        | seit 2023                 |
| Motorkenndaten                                        |                       |                                         |                                         |                                |                                  |                           |
| Motortyp                                              | R4-Ottomotor          | R4-Ottomotor                            | R4-Ottomotor                            | R4-Ottomotor                   | R4-Ottomotor                     | Elektromotor              |
| Hubraum                                               | 1275 cm³              | 1275 cm³                                | 1330 cm³                                | 1450 cm³                       | 1330 cm³                         | —                         |
| Verdichtungsverhältnis                                | 10,1 : 1              | 10,1 : 1                                | 10,1 : 1                                | 10,1 : 1                       | 10,1 : 1                         | —                         |
| max. Leistung bei min−1                               | 53 kW (72 PS) / 4600  | 53 kW (72 PS) / 4600                    | 62 kW (84 PS) / 5700                    | 93 kW (126 PS) / 6200          | 62 kW (84 PS) / 5700             | 72 kW (98 PS)             |
| max. Drehmoment bei min−1                             | 119 Nm / 3100         | 119 Nm / 3100                           | 133 Nm / 2400                           | 153 Nm / 4500                  | 133 Nm / 2400                    | 175 Nm                    |
| Kraftübertragung                                      |                       |                                         |                                         |                                |                                  |                           |
| Antrieb                                               | Vorderradantrieb      | Vorderradantrieb                        | Vorderradantrieb                        | Vorderradantrieb               | Vorderradantrieb                 | Vorderradantrieb          |
| Getriebe, serienmäßig                                 | 4-Gang-Schaltgetriebe | 4-Gang-Schaltgetriebe                   | 4-Gang-Schaltgetriebe                   | 5-Gang-Schaltgetriebe          | 5-Gang-Schaltgetriebe            | 1-Gang-Reduktionsgetriebe |
| Messwerte                                             |                       |                                         |                                         |                                |                                  |                           |
| Höchstgeschwindigkeit                                 | 145 km/h              | 145 km/h                                | 145 km/h                                | 160 km/h                       | 145 km/h                         | 148 km/h                  |
| Beschleunigung, 0–100 km/h                            | 11,7 s                | 11,7 s                                  | 8,9 s                                   | 7,8 s                          | 8,9 s                            | 8,5 s                     |
| Kraftstoff-/ Energieverbrauch auf 100 km (kombiniert) | 5,5 l Super           | 5,5 l Super                             | 5,7 l Super                             |                                |                                  |                           |
| CO2-Emissionen (kombiniert)                           | 185 g/km              | 185 g/km                                | 185 g/km                                |                                |                                  | —                         |
| Tankinhalt                                            | 34 l                  | 34 l                                    | 34 l                                    |                                |                                  | —                         |